# Michaił Umanski
Michaił Markowicz Umanski, ros. Михаил Маркович Уманский (ur. 21 stycznia 1952 w Stawropolu, zm. 17 grudnia 2010 w Augsburgu) – rosyjski szachista i trener szachowy, reprezentant Niemiec od 2001 roku, trzynasty mistrz świata w szachach korespondencyjnych.

## Kariera szachowa
W szachy gra od jedenastego roku życia. W 1965 r. wystąpił w finale mistrzostw RFSRR juniorów, zdobywając srebrny medal. Dzięki temu sukcesowi zakwalifikował się do kadry rosyjskich juniorów i pobierał nauki m.in. od arcymistrza Igora Bondarewskiego. Rok później ponownie zdobył tytuł wicemistrza RFSRR juniorów, natomiast w kolejnych latach uczestniczył w finałach mistrzostw Związku Radzieckiego (1967 - dz. III-IV m.; 1968 - dz. I-III m.). W 1968 r. otrzymał tytuł mistrza krajowego. W 1989 r. zajął IV miejsce w indywidualnych mistrzostwach Rosji, a w 1997 r. Międzynarodowa Federacja Szachowa nadała mu tytuł mistrza międzynarodowego. W 1998 r. zwyciężył w międzynarodowym turnieju w Augsburgu, w 2000 r. zajął II m. w mistrzostwach oraz I m. w pucharze Bawarii, triumfował również w mistrzostwach Szwabii. W 2001 r. ponownie zwyciężył w mistrzostwach Szwabii, oprócz tego zajął I m. w mistrzostwach Augsburga i w otwartym turnieju w Türkheim. W 2003 odniósł duży sukces, zwyciężając w openie w Schwarzach (przed m.in. Andriejem Szczekaczewem, Geraldem Hertneckiem, Witalijem Kuninem i Robertem Zelciciem) oraz ponownie triumfował w Türkheim. W 2006 podzielił II m. (za Henrikiem Teske, wspólnie z Feliksem Lewinem) w Bad Wörishofen.
Najwyższy ranking w karierze osiągnął 1 lipca 2004 r., z wynikiem 2481 punktów zajmował wówczas 50. miejsce wśród niemieckich szachistów.
W 1973 r. rozpoczął grę w rozgrywkach korespondencyjnych, w niedługim czasie osiągając spektakularne wyniki (m.in. w 1974 r. zdobył tytuł mistrza Rosji, a w 1978 r. – tytuł mistrza Związku Radzieckiego). W 1995 r. otrzymał tytuł arcymistrza szachów korespondencyjnej. Największy sukces w karierze odniósł w 1998 r. zwyciężając w XIII finale indywidualnych mistrzostw świata. W 2004 r. osiągnął kolejny wielki sukces, zdecydowanie wygrywając (z wynikiem 7 pkt w 8 partiach) zorganizowany z okazji 50-lecia Międzynarodowej Federacji Szachowej Gry Korespondencyjnej turniej, w którym uczestniczyło dziewięciu mistrzów świata. Na liście rankingowej ICCF w październiku 2007 r. posiadał 2667 punktów i zajmował 15. miejsce na świecie.
W 2011 r. w Rosji zorganizowany został turniej jego pamięci, który został wygrany przez Włocha Erosa Riccio.